# Saint-Quentin-sur-Sauxillanges
Saint-Quentin-sur-Sauxillanges é uma comuna francesa na região administrativa de Auvérnia-Ródano-Alpes, no departamento Puy-de-Dôme. Estende-se por uma área de 8,2 km². Em 2010 a comuna tinha 114 habitantes (densidade: 13,9 hab./km²).